# Володин, Николай Николаевич (медик)
Николай Николаевич Володин — советский и российский учёный, чиновник Министерства здравоохранения РФ, Федерального агентства по здравоохранению и социальному развитию РФ (1993-2007). С 2007 по 2011 год был ректором  Российского национального исследовательского медицинского университета имени Н. И. Пирогова, президентом Российской ассоциации специалистов перинатальной медицины (РАСПМ), доктор медицинских наук, профессор, академик РАН (2013), заслуженный врач РФ. 

## Биография
Родился 2 сентября 1947 года в семье военнослужащего.
В 1971 году окончил педиатрический факультет 2-го МОЛГМИ им. Н. И. Пирогова (ныне РНИМУ имени Н. И. Пирогова). В 1974 году поступил в заочную аспирантуру кафедры госпитальной педиатрии того же института, которую в то время возглавлял академик РАМН, профессор Таболин Вячеслав Александрович.
С 1971 по 1973 год — врач-педиатр Сосновской районной больницы Тамбовской области, затем — родильного дома № 12 г. Москвы.
С 1973 по 1974 год — старший лаборант кафедры госпитальной педиатрии 2-го МОЛГМИ им. Н. И. Пирогова.
С 1976 по 1990 год — старший лаборант, ассистент, доцент, профессор кафедры детских болезней № 2 во 2-м МОЛГМИ им. Н. И. Пирогова.
С 1990 по 2009 год — заведующий кафедрой неонатологии факультета усовершенствования врачей РНИМУ им. Н. И. Пирогова.
С 1993 по 1997 год — начальник Управления учебных заведений Министерства здравоохранения РФ.
С 1997 по 1999 год — заместитель начальника Департамента научно-исследовательских и образовательных медицинских учреждений Министерства здравоохранения  РФ.
С 1999 по 2004 год — директор Департамента образовательных медицинских учреждений и кадровой политики Минздрава РФ.
С 2004 по 2007 год — заместитель руководителя Федерального агентства по здравоохранению и социальному развитию РФ.
С 2007 по 2011 год — ректор РГМУ (РНИМУ) им. Н. И. Пирогова.
С 2011 года Н. Н. Володин является руководителем научно-консультативного отдела НМИЦ ДГОИ им. Дмитрия Рогачева.

## Профессиональная и научная деятельность
Автор более чем 350 научных работ, в том числе 25 монографий и руководств, 12 учебников, 11 авторских свидетельств и 4 патентов на изобретения.
Научные интересы Н. Н. Володина в первую очередь связаны с проблемами перинатальной медицины, повышением эффективности профилактики, ранней диагностики и лечения врождённых и перинатальных заболеваний у детей с очень низкой и экстремально низкой массой тела, снижения младенческой смертности. Н. Н. Володин является президентом РАСПМ, которая объединила более 2000 специалистов 18 различных специальностей. В РАСПМ входят врачи следующих специальностей: неонатологи, акушеры-гинекологи, педиатры, детские хирурги, невропатологи, офтальмологи, сурдологи, генетики, врачи ультразвуковой диагностики, врачи функциональной диагностики, специалисты лучевой диагностики и др.
За последние 10 лет членами РАСПМ опубликованы результаты более 120 оригинальных исследований, выпущено несколько монографий и учебных пособий по неонатологии, акушерству и гинекологии, детской невропатологии и педиатрии. В 2007 году под эгидой РАСПМ вышли в свет «Руководство по организации и деятельности перинатального центра» и «Национальное руководство по неонатологии».

## Почётные звания и награды
- За выдающиеся заслуги в развитии перинатальной медицины профессор Н. Н. Володин в 2000 г. был избран членом-корреспондентом РАМН.
- В 2004 г. удостоен звания академика РАМН по специальности «Неонатология».
- За создание нового научно-практического направления в отечественной медицине — «Перинатология» — Н. Н. Володин был удостоен премии лучшим врачам России «Призвание» (2005) в номинации «За создание нового направления в медицине».[5]
- В 2007 г. он стал лауреатом премии Правительства РФ в области науки и техники. Вклад Н. Н. Володина в развитие здравоохранения в Российской Федерации отмечен званием «Заслуженный врач РФ».
- Орден Пирогова (5 февраля 2024 года) — за большой вклад в развитие отечественной науки, многолетнюю плодотворную деятельность и в связи с 300-летием со дня основания Российской академии наук[6].